# Dukla Banská Bystrica
La Dukla Banská Bystrica, nota in passato come Dukla Trenčín, è una squadra maschile slovacca di ciclismo su strada. Ha licenza da UCI Continental Team, ed è attiva tra gli Elite dal 2004.
Nel 2009 ha avuto tra le sue file il futuro campione del mondo Peter Sagan. Precedentemente basata a Trenčín, nel 2016 si è fusa con l'altra squadra Continental CK Banská Bystrica (di Banská Bystrica) assumendo la denominazione Dukla Banská Bystrica.

## Cronistoria

### Annuario
| Anno | Codice | Nome                  | Cat.  | Biciclette | Dirigenza                                                                                              |
| ---- | ------ | --------------------- | ----- | ---------- | --- |
| 2004 | DUK    | Dukla Trenčín         | GSIII | ?          | Manager: Lubomir Vacek Dir. sportivi: Vendelin Kvetan, Josef Dvorak                                    |
| 2005 | DUK    | Dukla Trenčín         | CT    | ?          | Manager: Lubomir Vacek Dir. sportivi: Vendelin Kvetan, Josef Dvorak                                    |
| 2006 | DUK    | Dukla Trenčín         | CT    | ?          | Manager: Pavol Dian Dir. sportivi: Vendelin Kvetan, Josef Dvorak                                       |
| 2007 | DUK    | Dukla Trenčín-Merida  | CT    | Merida     | Manager: Lubomir Rosko Dir. sportivi: Vendelin Kvetan, Josef Dvorak                                    |
| 2008 | DUK    | Dukla Trenčín-Merida  | CT    | Merida     | Manager: Lubomir Rosko Dir. sportivi: Vendelin Kvetan, Josef Dvorak                                    |
| 2009 | DUK    | Dukla Trenčín-Merida  | CT    | Merida     | Manager: Lubomir Rosko, Gian Enrico Zanardo Dir. sportivi: Vendelin Kvetan, Josef Dvorak, Pavel Durech |
| 2010 | DUK    | Dukla Trenčín-Merida  | CT    | Merida     | Manager: Peter Korcok Dir. sportivi: Vendelin Kvetan, Josef Dvorak, Pavel Durech, Gian Enrico Zanardo  |
| 2011 | DUK    | Dukla Trenčín-Merida  | CT    | Merida     | Manager: Peter Korcok Dir. sportivi: Vendelin Kvetan, Josef Dvorak, Pavel Durech, Ján Valach           |
| 2012 | DUK    | Dukla Trenčín-Trek    | CT    | Trek       | Manager: Robert Leitl Dir. sportivi: Vendelin Kvetan, Josef Dvorak, Pavel Durech, Ján Valach           |
| 2013 | DUK    | Dukla Trenčín-Trek    | CT    | Trek       | Manager: Ján Valach Dir. sportivi: Vendelin Kvetan, Josef Dvorak, Pavel Durech                         |
| 2014 | DUK    | Dukla Trenčín-Trek    | CT    | Trek       | Manager: Ján Valach Dir. sportivi: Branislav Kvetan, Michal Kunic                                      |
| 2015 | DUK    | Kemo-Dukla Trenčín    | CT    | Kemo       | Manager: Ján Valach Dir. sportivi: Michal Kunic                                                        |
| 2016 | DKB    | Dukla Banská Bystrica | CT    | Merida     | Manager: Ján Gregor Dir. sportivi: Martin Fraňo, Štefan Gajdošík                                       |
| 2017 | DKB    | Dukla Banská Bystrica | CT    | Merida     | Manager: Jozef Gönci Dir. sportivi: Martin Fraňo                                                       |
| 2018 | DKB    | Dukla Banská Bystrica | CT    | Merida     | Manager: Matúš Štulajter Dir. sportivi: Martin Fraňo, Maroš Kováč                                      |
| 2019 | DKB    | Dukla Banská Bystrica | CT    | Merida     | Manager: Martin Fraňo Dir. sportivi: Martin Fraňo, Maroš Kováč                                         |
| 2020 | DKB    | Dukla Banská Bystrica | CT    | Merida     | Manager: Martin Fraňo Dir. sportivi: Martin Fraňo, Maroš Kováč, Tomáš Liška, Vladimir Mikus            |
| 2021 | DKB    | Dukla Banská Bystrica | CT    | Merida     | Manager: Martin Fraňo Dir. sportivi: Martin Fraňo, Maroš Kováč, Tomáš Liška, Vladimir Mikus            |
| 2022 | DKB    | Dukla Banská Bystrica | CT    | Merida     | Manager: Martin Fraňo Dir. sportivi: Martin Fraňo, Maroš Kováč, Tomáš Liška, Vladimir Mikus            |
| 2023 | DKB    | Dukla Banská Bystrica | CT    | Merida     | Manager: Martin Fraňo Dir. sportivi: Martin Fraňo, Maroš Kováč, Tomáš Liška                            |
| 2023 | DKB    | Dukla Banská Bystrica | CT    | Merida     | Manager: Martin Fraňo Dir. sportivi: Martin Fraňo, Maroš Kováč, Tomáš Liška, Patrik Tybor              |

### Classifiche UCI
Aggiornato al 31 dicembre 2019.
| Anno | Class.     | Pos. | Migliore cl. individuale |
| ---- | ---------- | ---- | ------------------------ |
| 2004 | GSIII      | 37º  | Maroš Kováč (691º)       |
| 2005 | Africa T.  | 4º   |                          |
| 2005 | Europe T.  | 84º  | Maroš Kováč (192º)       |
| 2006 | Africa T.  | 7º   | Maroš Kováč (55º)        |
| 2006 | Europe T.  | 71º  | Maroš Kováč (175º)       |
| 2007 | Africa T.  | 2º   | Ján Šipeky (7º)          |
| 2007 | Europe T.  | 67º  | Maroš Kováč (195º)       |
| 2008 | Africa T.  | 6º   | Roman Broniš (16º)       |
| 2008 | Europe T.  | 61º  | Roman Broniš (134º)      |
| 2009 | Africa T.  | 19º  | Juraj Sagan (132º)       |
| 2009 | America T. | 34º  | Maroš Kováč (240º)       |
| 2009 | Europe T.  | 54º  | Peter Sagan (64º)        |
| 2010 | America T. | 32º  | Matej Jurčo (248º)       |
| 2010 | Europe T.  | 64º  | Maroš Kováč (147º)       |
| 2011 | Africa T.  | 10º  | Maroš Kováč (35º)        |
| 2011 | America T. | 35º  | Maroš Kováč (326º)       |
| 2011 | Asia T.    | 68º  | Matej Jurčo (333º)       |
| 2011 | Europe T.  | 73º  | Matej Jurčo (242º)       |
| 2012 | Africa T.  | 9º   | Michal Kolář (45º)       |
| 2012 | Europe T.  | 76º  | Maroš Kováč (174º)       |
| 2013 | Africa T.  | 8º   | Maroš Kováč (50º)        |
| 2013 | Europe T.  | 43º  | Michal Kolář (119º)      |
| 2014 | Europe T.  | 47º  | Erik Baška (71º)         |
| 2015 | Europe T.  | 76º  | Patrik Tybor (216º)      |
| 2016 | Africa T.  | 12º  | Patrik Tybor (61º)       |
| 2016 | America T. | 44º  | Patrik Tybor (358º)      |
| 2016 | Europe T.  | 98º  | Maroš Kováč (810º)       |
| 2017 | Africa T.  | 11º  | Ján Andrej Cully (65º)   |
| 2017 | Asia T.    | 68º  | Patrik Tybor (194º)      |
| 2017 | Europe T.  | 91º  | Patrik Tybor (424º)      |
| 2018 | Europe T.  | 83º  | Marek Čanecký (710º)     |
| 2019 | Europe T.  | 49º  | Patrik Tybor (384º)      |

## Palmarès
Aggiornato al 25 gennaio 2020.

### Campionati nazionali
Strada
- Campionati slovacchi:

In linea: 2006 (Maroš Kováč)
Cronometro: 2008 e 2009 (Maroš Kováč)
Cross
- Campionati slovacchi: 1

2007-2008 (Maroš Kováč)

## Organico 2024
Aggiornato al 1º gennaio 2024.

### Staff tecnico
|  | Naz.                  | Ruolo  | Sportivo     |  |  |  |
|  | --------------------- | ------ | ------------ |  |  |  |
|  | Slovacchia (bandiera) | GM, DS | Martin Fraňo |  |  |  |
|  | Slovacchia (bandiera) | DS     | Maroš Kováč  |  |  |  |
|  | Slovacchia (bandiera) | DS     | Tomáš Liška  |  |  |  |
|  | Slovacchia (bandiera) | DS     | Patrik Tybor |  |  |  |

### Rosa
|  | Naz.                  |  | Sportivo           | Anno |  |  |
|  | --------------------- |  | ------------------ | ---- |  |  |
|  | Slovacchia (bandiera) |  | Dominik Dunár      | 2005 |  |  |
|  | Slovacchia (bandiera) |  | Jakub Galovič      | 2004 |  |  |
|  | Slovacchia (bandiera) |  | Denis Hoza         | 2002 |  |  |
|  | Slovacchia (bandiera) |  | Robert Jackuliak   | 2005 |  |  |
|  | Slovacchia (bandiera) |  | Dávid Kaško        | 1997 |  |  |
|  | Slovacchia (bandiera) |  | Samuel Kováč       | 2003 |  |  |
|  | Slovacchia (bandiera) |  | Filip Lohinský     | 2002 |  |  |
|  | Slovacchia (bandiera) |  | Sebastian Michalec | 2005 |  |  |
|  | Slovacchia (bandiera) |  | Simon Nagy         | 2001 |  |  |
|  | Slovacchia (bandiera) |  | Pavol Rovder       | 2001 |  |  |
|  | Slovacchia (bandiera) |  | Samuel Tuka        | 2003 |  |  |